# Kandîbîne, Bilopillea
Kandîbîne (în ucraineană Кандибине) este un sat în comuna Hurînivka din raionul Bilopillea, regiunea Sumî, Ucraina.

## Demografie
Componența lingvistică a localității Kandîbîne
     Ucraineană (100%)
Conform recensământului din 2001, toată populația localității Kandîbîne era vorbitoare de ucraineană (100%).